# Није време за шпијунирање: Филм куће Бука
Није време за шпијунирање: Филм куће Бука  је америчка анимирана шпијунска филмска комедија из 2024. заснована на телевизијској серији Кућа Бука. Филм је режирао ветеран серије, Кајл Маршал, и укључује редовну гласовну поставу серије. Радња прати породицу Бука док путују на тропску свадбу и упадају у супершпијунску причу. Ово је трећи анимирани филм у франшизи Кућа Бука, након Кућа Бука: Филм (2021) и Касаграндес: Филм (2024), и пети свеукупно.
Витни Вета и Џефри Сејерс написали су сценарио. Писци серије су замилсили шпијунску причу Куће Бука током продукције шесте сезоне, али ни један план није остварен док Nickelodeon није рекао да жели да уради још један филм заснован на серији. Филм је продуцирао Nickelodeon Animation Studio, а анимирао Jam Filled Entertainment. Џонатан Хајландер је компоновао партитуру. 
Није време за шпијунирање: Филм куће Бука је пуштен на Paramount+ 21. јуна 2024, а потом премијерно приказан на Nickleodeon-у касније истог дана.

## Радња
Линколн и Буке су узбуђени што могу да пожеле добродошлицу у породицу својој новој баки, Миртл, на тропском венчању. Међутим, славље се завршава када се на острву појави стари непријатељ из Миртлине прошлости тајног агента. Након што је Миртл киднапована, Линколн води своју породицу у супершпијунску мисију из снова, да спаси њу и цео свет!

## Улоге
| Улога                 | Оригинални глас | Српски глас          |
| --------------------- | --------------- | -------------------- |
| Линколн Бука          | Бентли Грифин   | Маријана Живановић   |
| Миртл Рејнолдс        | Алекс Казарес   | Валентина Павличић   |
| Алберт Бука           | Пјотр Мајкл     | Бранислав Платиша    |
| Лори Бука             | Кетрин Тејбер   | Марија Стокић        |
| Лени Бука             | Лилијана Мами   | Ања Орељ             |
| Луна Бука             | Ника Футерман   | Анђела Џаферовић     |
| Луен Бука             | Кристина Пучели | Маријана Живановић   |
| Лин Бука Млађа        | Џесика ди Чико  | Наташа Поповић       |
| Луси Бука             | Џесика ди Чико  | Софија Јуричан       |
| Лана Бука             | Греј Делајл     | Ана Поповић          |
| Лола Бука             | Греј Делајл     | Анастасија Видаковић |
| Лиса Бука             | Лара Џил Милер  | Снежана Нешковић     |
| Лили Бука             | Греј Делајл     | Јована Чуровић       |
| Рита Бука             | Џил Тели        | Ана Мандић           |
| Лин Бука Старији      | Брајан Степанек | Марко Марковић       |
| Робот Тод             | Брајан Степанек | Лако Николић         |
| Клајд Мекбрајд        | Џејден Вајт     | Никола Тодоровић     |
| Бад Гунђалић          | Џон Димаџио     | Милан Тубић          |
| Флоп Филипини         | Џон Димаџио     | Томаш Сарић          |
| Харолд Мекбрајд       | Кари Пејтон     | Милош Ђуричић        |
| Руфус Дуфу            | Ден Фоглер      | Бојан Хлишћ          |
| Фифи Дуфу             | Ејми Седарис    | Михаела Стаменковић  |
| Чекићоруки            | Пол Рајт        | Александар Глигорић  |
| Икс                   | Сара Најлс      | Ања Орељ             |
| Мо                    | Џон Џимаџио     | непознати #1         |
| Чупави послушник      | непознато       | Лако Николић         |
| Ћелави послушник      | непознато       | Бранислав Јевтић     |
| Џери                  | Брајан Степанек | Немања Живковић      |
| Рик                   | непознато       | Лако Николић         |
| Послушник на броду #1 | Пјотр Мајкл     | Милан Тубић          |
| Послушник на броду #2 | непознато       | Лако Николић         |
| Овен                  | Честер Рашинг   | Марко Ћурчић         |
| Хостеса               | Камали Минтер   | Јана Пауновић        |
| Мушкарац у ресторану  | непознато       | Милан Антонић        |
| Жена у ресторану      | Каролина Раваса | Јована Чуровић       |
| Рендал                | непознато       | непознати #1         |
| Мушкарац на караокама | Пјотр Мајкл     | Милош Ђуричић        |
| Компјутерски глас     | Џил Тели        | Марија Стокић        |
| Чувар #1              | непознато       | Немања Живковић      |
| Чувар #2              | непознато       | непознати #1         |
| Војс-овер             | /               | Милан Тубић          |

## Емитовање
Није време за шпијунирање: Филм куће Бука је пуштен на Paramount+ 21. јуна 2024, а потом премијерно приказан на Nickleodeon-у касније истог дана.